# Abd el-Hamíd Abduh
Ibráhím Abd el-Hamíd Abduh, arabul: إبراهيم عبدالحميد عبده (? –) válogatott egyiptomi labdarúgó, hátvéd.

## Pályafutása
1925-ban az alexandriai ál-Ittihád csapatában kezdte a labdarúgást. 1930-ban igazolt az El-Olympi csapatához. 1934 és 1937 között az El-Ahlí labdarúgója volt. Az alexandriai Tram Club együttesében fejezte be az aktív játékot.
Az egyiptomi válogatott tagjaként részt vett az 1934-es olaszországi világbajnokságon, ahol pályára lépett a magyar válogatott elleni mérkőzésen, amely 4–2-es magyar győzelemmel zárult. Tagja volt az 1936-os berlini olimpián részt vevő válogatott csapatnak, de mérkőzésen nem szerepelt.

## Sikerei, díjai
- Egyiptomi kupa
  - győztes: 1926, 1933, 1934, 1937[1]
  - döntős: 1940[1]